# Route départementale 66 (Haut-Rhin)

La route départementale 66, ou D 66 68, est une route départementale française reliant Mulhouse à Bâle en Suisse. Elle a été créée en 2006 car la RN66 a été remplacée.

## De Mulhouse à Bâle
Les communes traversées sont :
- Mulhouse
- Rixheim

Entre Rixheim et Bartenheim, la D66 passe sous le nom de D201.
- Habsheim
- Sierentz
- Bartenheim

À partir d'ici, la D66 se sépare de la D201.
- Bartenheim-la-Chaussée
- Saint-Louis
- Bâle